# 克魯格魯亞斯克鄉
44°57′N 26°13′E / 44.950°N 26.217°E
克魯格魯亞斯克鄉（羅馬尼亞語：Comuna Valea Călugărească, Prahova），是羅馬尼亞的鄉份，位於該國中南部，由普拉霍瓦縣負責管轄，處於布加勒斯特以北60公里，每年平均降雨量971毫米，海拔高度144米，2007年人口10,467。